# درخت پرتقال زیبای من
درخت پرتقال زیبای من (پرتغالی برزیلی: Meu Pé de Laranja Lima یا O Meu Pé de Laranja Lima) عنوان رمانی است اثر ژوزه مائورو ده واسکونسلوس نویسندهٔ برزیلی. این رمان موفق در سال ۱۹۶۸ در برزیل به چاپ رسید و تا زمان مرگ واسکونسلوس به چاپ چهل‌وهفت رسیده بود. این رمان به ۵۲ زبان ترجمه، و در ۱۹ کشور منتشر شده‌است این کتاب الهام‌بخش آثار سینمایی، تلویزیونی و تئاتری بوده‌است. در سال ۲۰۰۳ کمیک استریپ درخت زیبای من در ۲۲۴ صفحه در کرهٔ جنوبی منتشر شد.
یک فیلم اقتباسی از این رمان در سال ۲۰۱۲ منتشر شد.

## داستان
کتاب، ماجرای ژوزه واسکونسلوس، پسر آقای پائولو را روایت می‌کند. زه زه (مخفف ژوزه) تقریباً پنج ساله‌است اما نسبت به سنش پیش‌رس محسوب می‌شود. بارزترین وجه شخصیت این کودک شیطنت‌های باورنکردنی و قدرت تخیل بی پایان اوست. اما به نظر خودش اینها از این ناشی می‌شود که «شیطان توی جلدم رفته‌است.» فرض خانواده و همسایه‌ها بر این است که زه زه ذاتاً شرور است و به این جهت است که پسرک مدام کتک می‌خورد.
ارتباط زه زه با اعضای خانواده (شامل پدری بیکار، مادری سرخپوست، سه خواهر و یک برادر بزرگتر و یک برادر کوچکتر) بخش مهمی از داستان است. مادر و لالا کارگری می‌کنند. گلوریا او را دوست دارد و ژاندیرا او را کتک می‌زند. آنتونیو (توتوکا) ترسو است اما گاهی پشتیبان زه زه‌است و خیلی اوقات پشتش به اوست. اما لوئیس، لوئیس شاه اوست. زه زه گهگاه واکسی است و مدتی هم برای یک فروشنده دوره‌گرد صفحات موسیقی، شاگردی می‌کند.
زه زه در مدرسه رفتاری کاملاً متفاوت دارد. خانم معلم، سیسیلیا پائیم که چندان زیبا نیست این شاگرد سر به راه، باهوش و ساعی را دوست دارد و حواسش هست که زه زه زنگ‌های تفریح چیزی برای خوردن داشته باشد.
زه زه سینما را هم دوست دارد. فیلم‌های وسترن به گسترش دنیای او کمک فراوانی می‌کند؛ فرد تامپسون، کن مینارد و بیوک جونز دوستان او هستند و گاهی به زه زه تفنگ و اسب و شلاق قرض می‌دهند. بعدتر زه زه به فیلم‌های عشقی علاقه‌مند می‌شود تا ببیند «... دیگران یکدیگر را دوست دارند.»
اما سنگ صبور زه زه هه و گوش شنوای همه ماجراهای او درخت پرتغالش مینگینهو است. زندگی زه زه از زمانی که او با مانوئل والادارس آشنا می‌شود، تغییر می‌کند. مردی که ماشین قشنگی دارد و دیگران پورتوگا (پرتغالی) صدایش می‌کنند.

## خلق داستان
واسکونسلوس ذاتاً داستانگو بود. حافظه قدرتمند و تخیل گسترده در نهایت او را به سوی نویسندگی سوق داد.
نخستین رمان واسکونسلوس، موز وحشی (به پرتغالی: Banana Brava) در سال ۱۹۴۲ منتشر شد اما موفقیت بزرگ او در عرصه ادبیات با انتشار روزینیا، قایق من (به پرتغالی: Rosinha, Minha Canoa)در ۱۹۶۲ آشکار شد.
واسکونسلوس سبک خاصی در نویسندگی داشت او ابتدا زمینه وقوع داستان را انتخاب می‌کرد و تمامی جزئیات آن را با بررسی‌های عمیق کشف می‌کرد. سپس تمامی وقایع داستان و حتی گفتگوها را تخیل می‌کرد و دست آخر هنگامی نوشتن را آغاز می‌کرد که داستان به تمامی در خیالش شکل گرفته باشد: «... فقط زمانی نوشتن را آغاز می‌کنم که احساس کنم رمان از تمام منفذهای بدنم به خارج می‌تراود. پس از آن بی وقفه می‌نویسم». به این ترتیب بود که رمان درخت زیبای من (به پرتغالی: O Meu Pé de Laranja Lima) شناخته شده‌ترین اثر واسکونسلوس تنها طی دوازده روز نوشته شد. هر چند که نویسنده اعتراف می‌کند که «... این اثر برای بیست سال در اندرون من بوده‌است». در سال ۱۹۷۴واسکونسلوس در رمان خورشید را بیدار کنیم زندگی قهرمان داستان درخت زیبای من را دنبال می‌کند.
از واسکونسلوس آثار متعددی به چاپ رسیده‌است. کلر بودوین، منتقد فرانسوی معتقد است وجه مشخص آثار او وجود شاعرانگی خاصی است که از کیمیای بین واقعیت و خیال ناشی می‌شود.

## پی‌نوشت
1. ↑  "My Sweet Orange Tree". paperbackswap.com. PaperBackSwap.com. Retrieved 7 August 2015.
2. ↑  박문각. "시사 상식 사전 나의 라임 오렌지 나무" [Knowledge dictionary My Sweet Orange Tree] (به کره‌ای). Retrieved 7 August 2015.
3. ↑  박문각. "시사 상식 사전 나의 라임 오렌지 나무" [Knowledge dictionary My Sweet Orange Tree] (به کره‌ای). Retrieved 7 August 2015.
4. ↑  Guia Folha - Folha Online
5. ↑  http://pt.wikipedia.org/wiki/Meu_Pé_de_Laranja_Lima
6. ↑  Estreia nos cinemas nova adaptação de "Meu Pé de Laranja Lima" - Segundo Caderno - Zero Hora
7. ↑  واسکونسلوس، درخت زیبای من.
8. ↑  «José Mauro de Vasconcelos». بایگانی‌شده از اصلی در ۱ مه ۲۰۰۶. دریافت‌شده در ۱ مه ۲۰۰۶.